# Museu de Belles Arts d'Estrasburg

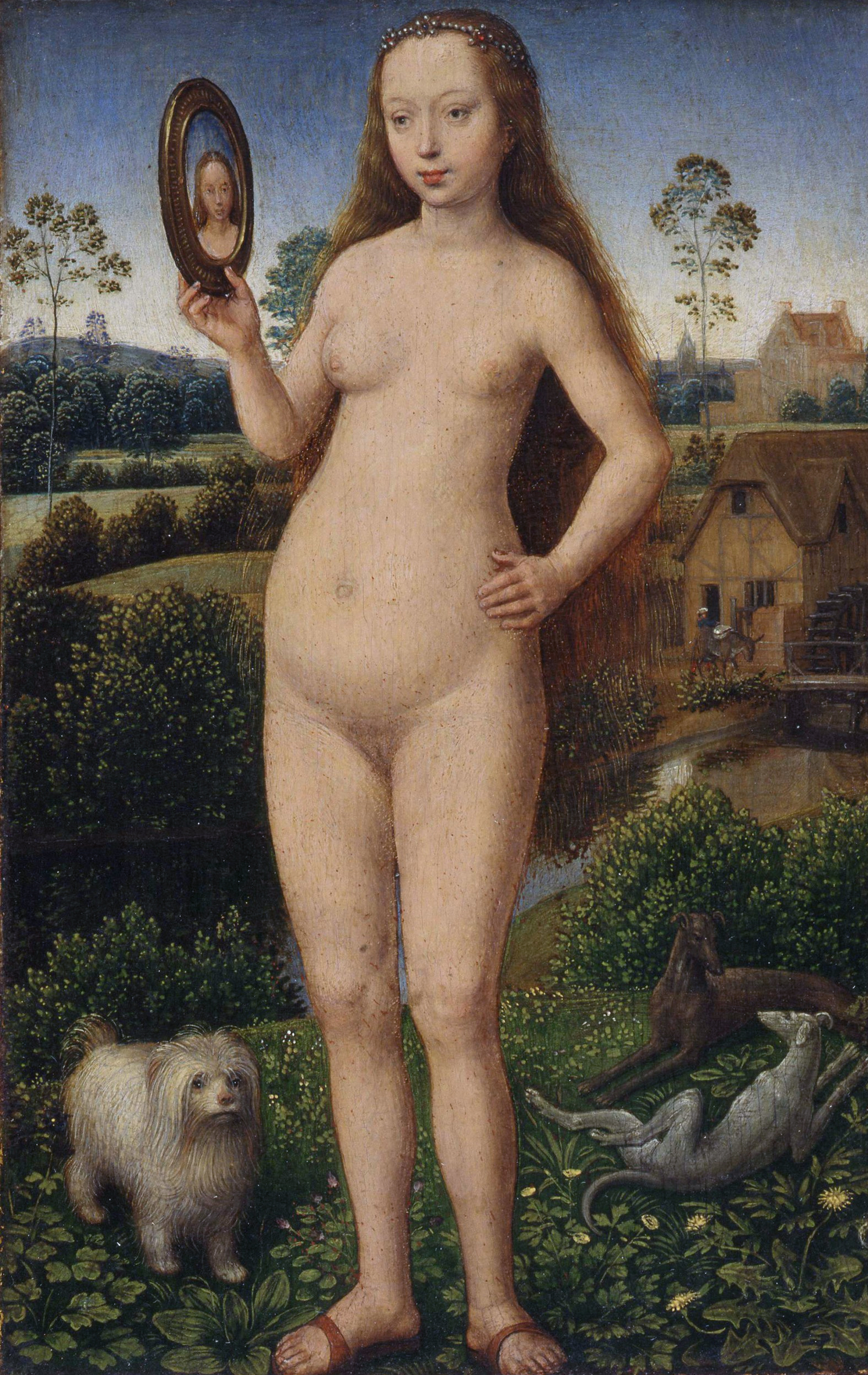
"Vanitat, o Luxuria", per Hans Memling (detall d'un Políptic)

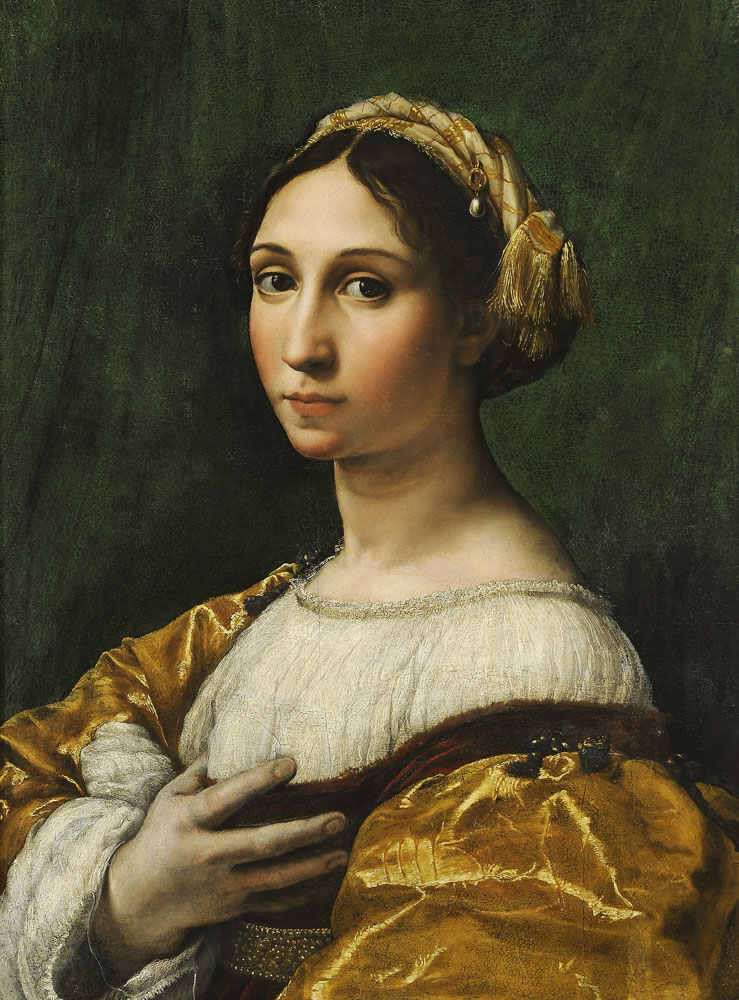
"Retrat d'una Senyora jove", per Raffaello Sanzio i Giulio Romano

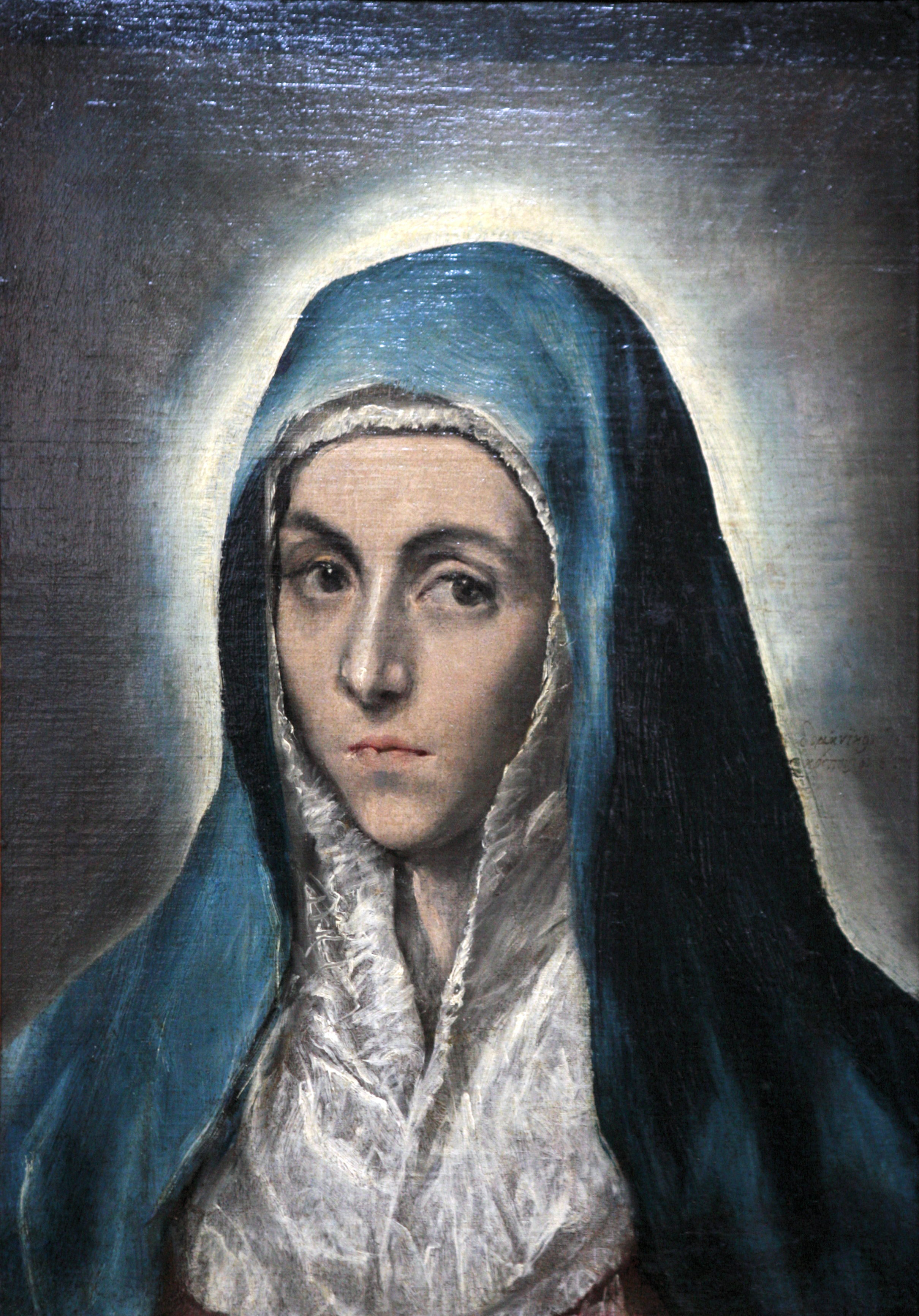
" Mater Dolorosa ", d'El Greco

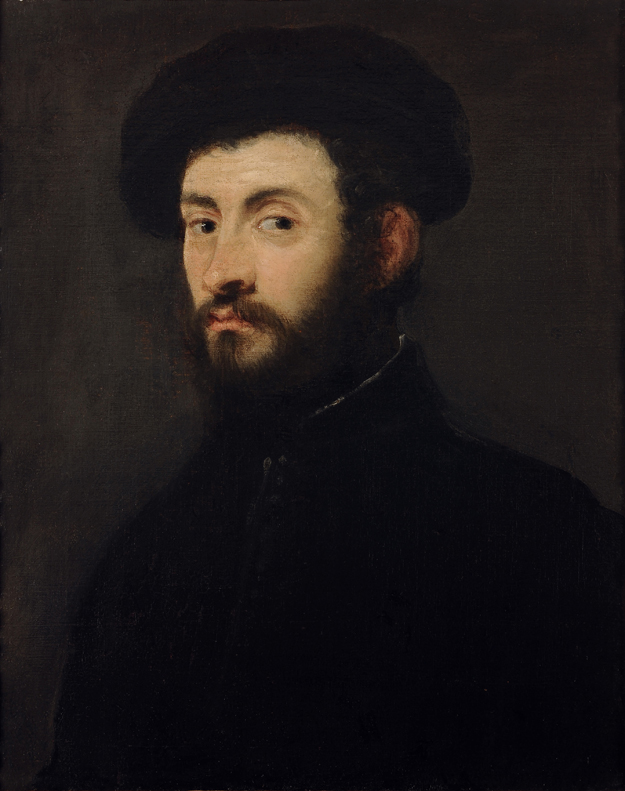
"Retrat d'un home amb barba" de Tintoretto

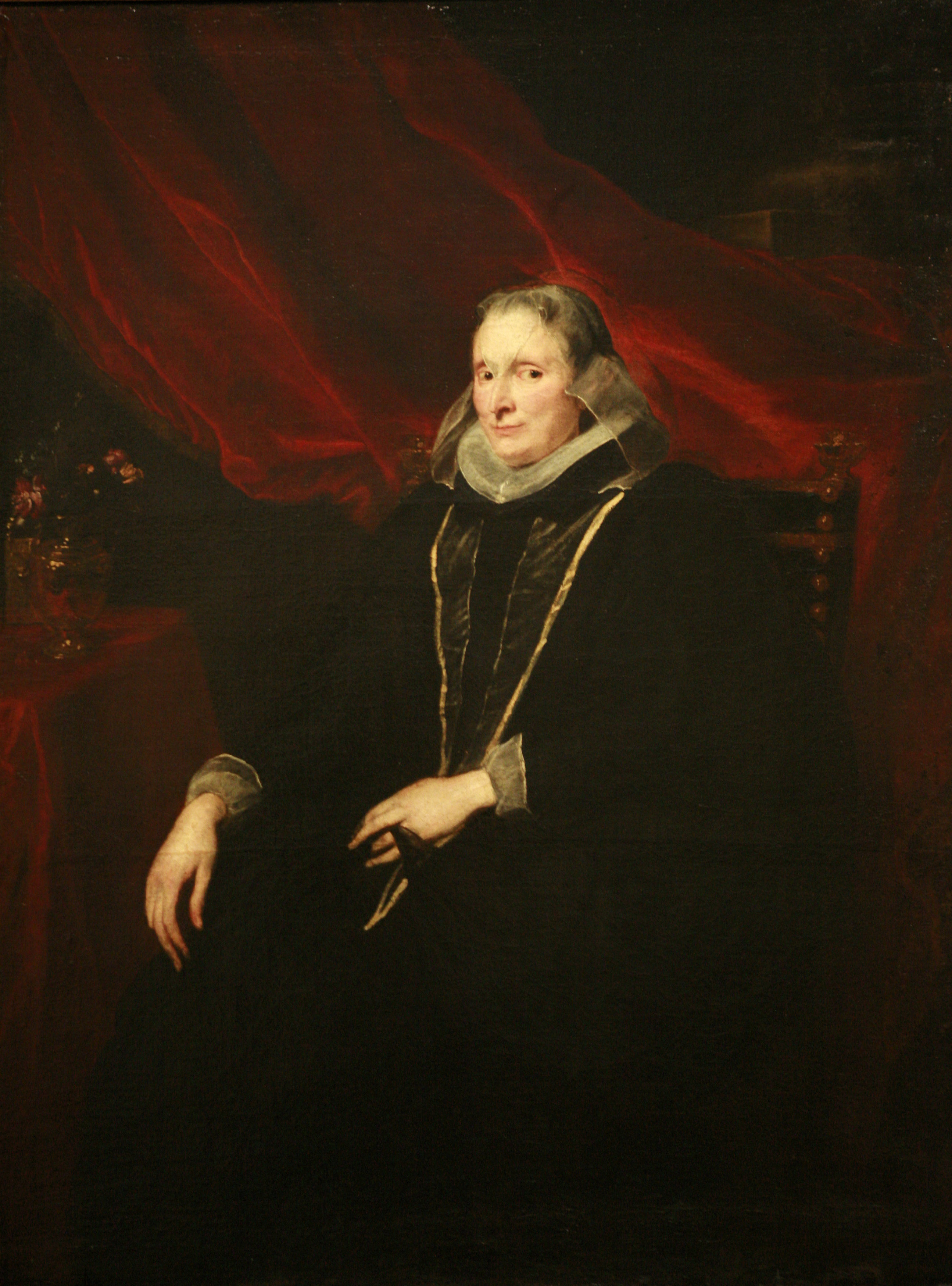
" Retrat de Luigia Cattaneo-Gentile " d'Anthony van Dyck

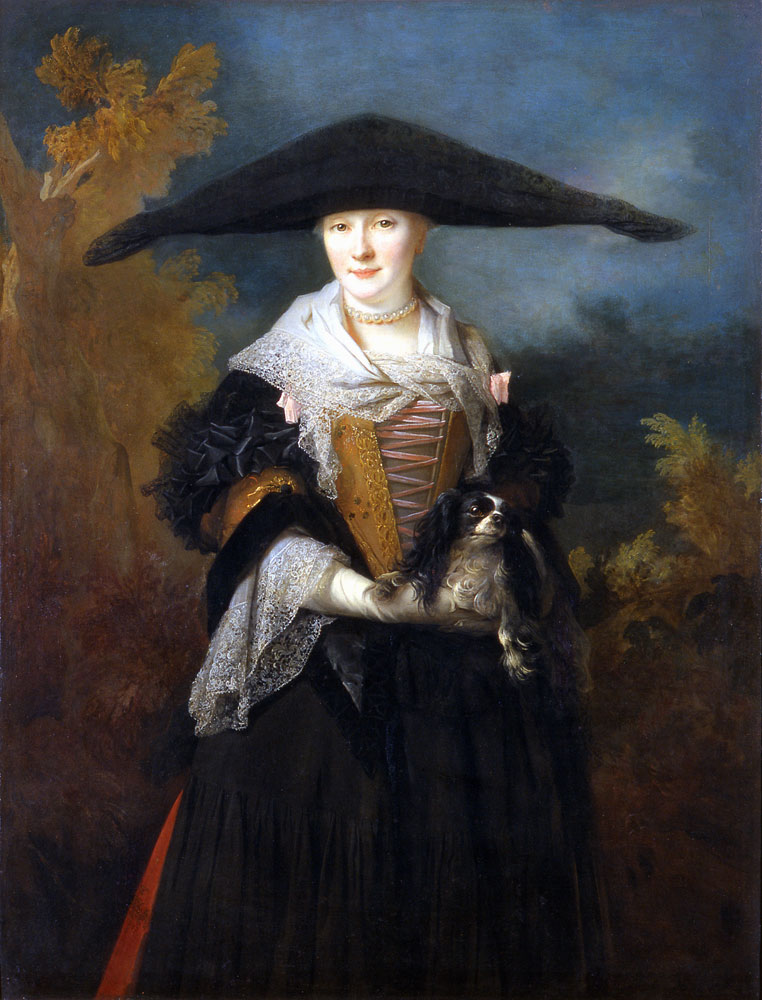
" La bella dona d'Estrasburg " de Nicolas de Largillière

El Museu de Belles Arts d'Estrasburg (Musée des Beaux-Arts d'Estrasbourg) és la col·lecció de pintures antigues de la ciutat d'Estrasburg, situada a la regió alsaciana de França. El museu està ubicat al primer i segon pis del barroc Palais Rohan des del 1898. El museu mostra obres d'artistes no renians superiors d'entre el segle xiv i el 1871 i d'artistes renals superiors d'entre 1681 i 1871. El museu tenia 1.934 obres al 31 de desembre de 2015, aquest número ha augmentat substancialment (vegeu més avall). Els antics mestres de la zona alta del Reny fins al 1681 s'exposen al veí Museu de l'Oeuvre Notre-Dame.

## Panoràmica històrica
La primera col·lecció d'art municipal de la ciutat d'Estrasburg va ser el resultat de la Revolució Francesa, conseqüència de l'expropiació d'esglésies i claustres. Amb el pas dels anys, la col·lecció, que es va fundar el 1801, va créixer gràcies a donacions privades, així com a préstecs governamentals de l'inventari del Louvre. El 24 d'agost de 1870, el museu, que es trobava a l’Aubette de la plaça Kléber, va ser cremat per foc d'artilleria prussiana i completament destruït. Després del final de la guerra francoprussiana, es va decidir restablir el museu i l'historiador de l'art imperial Wilhelm von Bode va rebre l'encàrrec d'executar la tasca el 1889. El 1890 es va posar en marxa el museu i es va tornar a emmagatzemar des de llavors amb adquisicions i regals. El 1931, sota la direcció de Hans Haug (1890–1965), la col·lecció d'art medieval i pintura alta renana (Konrad Witz, Hans Baldung, Sebastian Stoskopff) va ser transferida al recentment fundat Musée de l'Œuvre Notre-Dame. La col·lecció d'art modern va ser destinada al Musée d'Art Moderne et Contemporain de Strasbourg (Museu d'Art Modern i Contemporani d'Estrasburg). El superior de Haug durant l'ocupació alemanya del 1940 al 1944 va ser Kurt Martin.
El 13 d'agost de 1947, el foc va destruir part de la col·lecció restablerta, incloent-hi obres de Francesco Guardi, Thomas de Keyser, Antonio del Pollaiolo i Lucas Cranach el Vell. No obstant això, amb els diners de l'assegurança, va ser possible adquirir altres pintures de valor artístic. A part de les compres regulars al mercat de l'art, la col·lecció del museu també s'està ampliant regularment amb importants donacions, sobretot el 1987 i 1994 per part dels col·leccionistes Othon Kaufman i François Schlageter (pintures italianes), el 2004 pels col·leccionistes Roger i Elisabeth Eisenbeth (quadres holandesos) el 2009 del col·leccionista Ann L. Oppenheimer (quadres italians, flamencs i holandesos), i el 2019 dels col·leccionistes Jeannine Poitrey i Marie-Claire Ballabio (la majoria quadres italians i holandesos).

## Pintors exposats (seleccionats)

### Italians
Giotto di Bondone
Sano di Pietro
Sandro Botticelli
Cima da Conegliano
Carlo Crivelli
Filippino Lippi
Piero di Cosimo
Cima da Conegliano
Rafael
Correggio
Paolo Veronese
Tintoretto
Guercino
Canaletto
Giambattista Pittoni
Giambattista Tiepolo
Salvator Rosa
Alessandro Magnasco
Giuseppe Maria Crespi

### Flamencs i holandesos
Simon Marmion
Hans Memling
Lucas van Leyden
Gerard David
Maarten van Heemskerck
Peter Paul Rubens
Jacob Jordaens
Salomon van Ruysdael
Pieter de Hooch
Anton van Dyck
Willem Kalf
Pieter Claesz
Christiaen van Couwenbergh
Cornelis Engelsz

### Espanyols
El Greco
Josep de Ribera
Francisco de Zurbarán
Francisco de Goya

### Francesos
Philippe de Champaigne
Claude Lorrain
Nicolas de Largillière
François Boucher
Simon Vouet
Antoine Watteau
Jean Siméon Chardin
Philippe Jacques de Louterbourg
Jean-Baptiste Camille Corot
Théodore Chassériau
Gustave Courbet
Théodore Rousseau
Edgar Degas

## Escultors exposats
Baccio Bandinelli
Alessandro Algardi
Alessandro Vittoria
François Girardon
Jean-Antoine Houdon
Jean-Baptiste Carpeaux
Antoine-Louis Barye
Théodore-Charles Gruyère
François Joseph Bosio
Adolf von Hildebrand